# Воля (партія)
«Во́ля» — українська політична партія. Її співзасновники — представники «ініціативи Воля» та «Громадського сектора Євромайдану», активісти, які займаються реформами і люстрацією, а також юристи, журналісти, економісти і представники бізнесу. Створена 21 червня 2014 року.
Депутати Верховної ради 8-го скликання від партії «Воля»: Ірина Суслова та Юрій Дерев'янко. У листопаді 2018 року члени партії, що на парламентських виборах приєдналася до партії Андрія Садового «Самопоміч» заявили про наміри сформувати у Верховній раді «міжфракційне депутатське об'єднання або депутатську групу».
19 квітня 2017 року було оголошено про об'єднання партії «Воля» з Рухом нових сил, що належить Михеїлу Саакашвілі.
1 квітня 2016 року Міністерство Юстиції України задовольнило заяву партії й ухвалило рішення про державну реєстрацію газети «ВОЛЯ.UA».